# Hot Leg

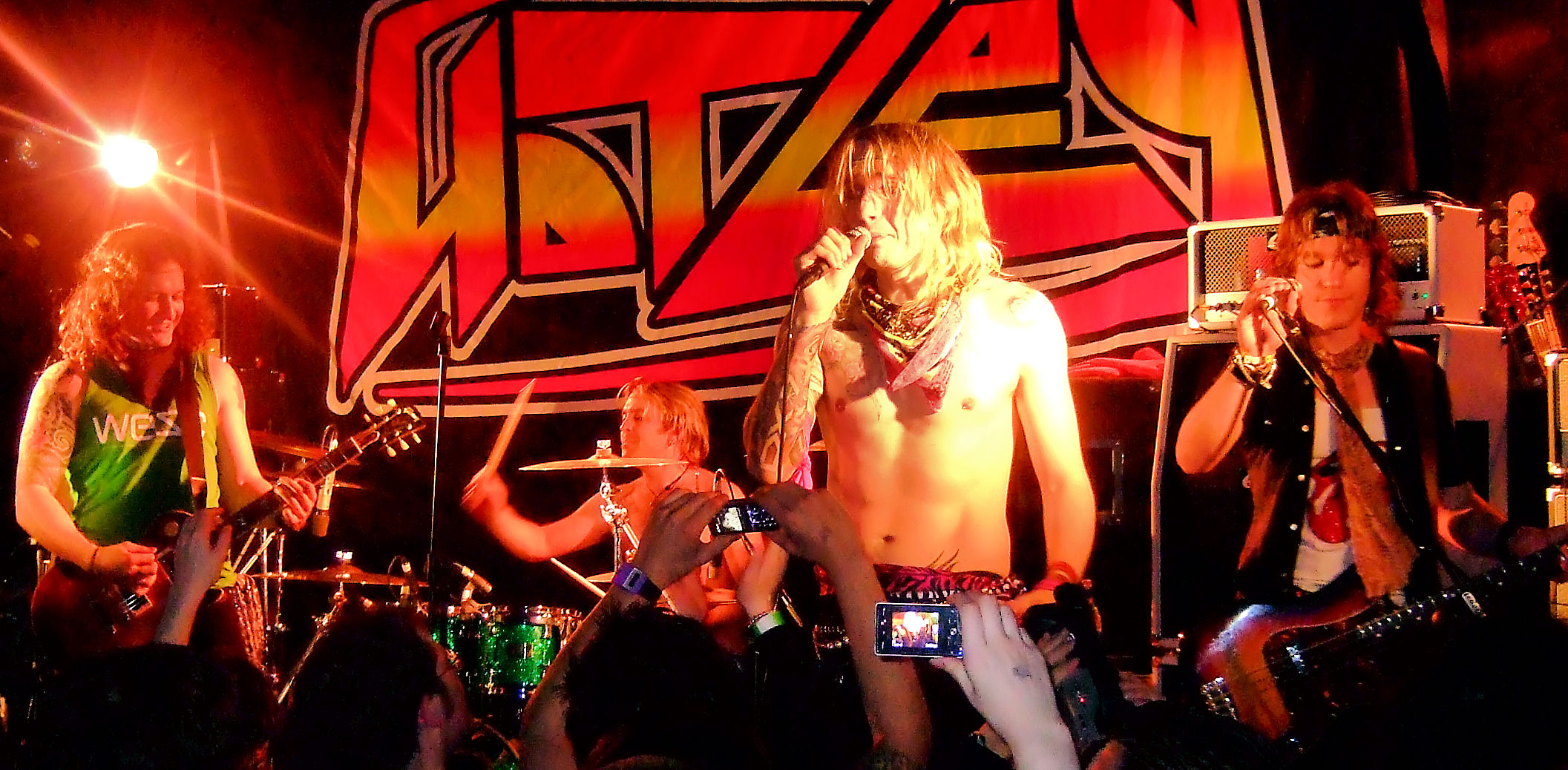
En concert à Dundee en 2008

Hot Leg est un groupe de hard rock (ou glam rock) dont le leader est l'ancien chanteur de The Darkness, Justin Hawkins.
Le groupe, qui comprend Hawkins, Pete Rinaldi (de Anchorhead), Samuel SJ Stokes (ancien membre de The Thieves) et Darby Todd (de Protect the Beat), ont sorti leur premier album intitulé Red Light Fever le 9 février 2009. Il fut enregistré à Londres début 2008.
Le groupe resta en activité de 2008 à 2010.